# رشدي رضوان
رشدي رضوان (1979-) هو كاتب وصحفي جزائري، صدر له العديد من الدواوين الشعرية. نال جائزة رئيس الجمهورية للإبداع الشعري عام 2008، وجائزة البابطين للشعراء الشباب عام 2016، وجائزة مهرجان واسط السينمائي بالعراق لأحسن فيلم قصير في 2018. وفي عام 2022 ترشحت روايته "الهنغاري" لجائزة البوكر العربية.

## أعماله الأدبية
صدر لرضوان العديد من الأعمال منها:
- ديوان شعري بعنوان "مثلاً" صدر عام 2010.
- ديوان شعري بعنوان "33" صدر عام 2013.
- كتاب يوميات ركسوس 1139 أيام قبل سقوط القذافي صدر عام 2013.
- نص مونودراما بعنوان "ضمير متصل" صدر عام 2013.